# Greatest Kiss
Greatest Kiss je kompilace největších hitů skupiny Kiss.

## Seznam skladeb
| Pořadí         | Název                            | Autor                       | Hlavní zpěvák     | Délka |
| -------------- | -------------------------------- | --------------------------- | ----------------- | ----- |
| 1.             | Detroit Rock City                | Stanley / Bob Ezrin         | Paul Stanley      | 3:38  |
| 2.             | Black Diamond                    | Stanley                     | Peter Criss       | 5:14  |
| 3.             | Hard Luck Woman                  | Stanley                     | Criss             | 3:35  |
| 4.             | Sure Know Something              | Stanley / Poncia            | Stanley           | 4:02  |
| 5.             | Love Gun                         | Stanley                     | Stanley           | 3:16  |
| 6.             | Deuce                            | Gene Simmons                | Simmons           | 3:42  |
| 7.             | Goin' Blind                      | Simmons / Coronel           | Simmons           | 3:36  |
| 8.             | Shock Me                         | Ace Frehley                 | Frehley           | 3:47  |
| 9.             | Do You Love Me ?                 | Stanley / Ezrin             | Stanley           | 3:34  |
| 10.            | She                              | Simmons / Coronel           | Simmons           | 4:08  |
| 11.            | I Was Made for Lovin' You        | Stanley / Child / Poncia    | Stanley           | 4:30  |
| 12.            | Shout It Out Loud (Live '96)     | Stanley / Simmons / Ezrin   | Stanley / Simmons | 3:39  |
| 13.            | God of Thunder                   | Stanley                     | Simmons           | 4:15  |
| 14.            | Calling Dr. Love                 | Simmons                     | Simmons           | 3:46  |
| 15.            | Beth                             | Criss / Ezrin               | Criss             | 2:46  |
| 16.            | Strutter                         | Simmons / Stanley           | Stanley           | 3:12  |
| 17.            | Rock and Roll All Nite           | Stanley / Simmons           | Simmons           | 2:53  |
| 18.            | Cold Gin                         | Frehley                     | Simmons           | 4:22  |
| 19.            | Plaster Caster                   | Simmons                     | Simmons           | 2:27  |
| 20.            | God Gave Rock 'N' Roll to You II | Ballard / Simmons / Stanley | Stanley / Simmons | 5:20  |
| Celková délka: | Celková délka:                   | Celková délka:              | Celková délka:    | 56:04 |